# Penisola Canisteo
La penisola Canisteo è una penisola completamente coperta dai ghiacci situata sulla costa di Eights, nella Terra di Ellsworth, in Antartide. Questa penisola, che si allunga in direzione ovest per circa 50 km nel mare di Amundsen e che arriva a una larghezza di circa 40 km, separa due baie, ossia la baia di Ferrero, a nord, e quella di Cranton, a sud, e la parte più orientale della sua costa settentrionale è occupata dai ghiacci della piattaforma glaciale Cosgrove.

## Storia
La penisola Canisteo fu inizialmente mappata durante sorvoli aerei effettuati nel dicembre del 1946, nel corso dell'operazione Highjump, svolta nel 1946-47. In seguito, la penisola fu delineata più dettagliatamente da membri dello United States Geological Survey che si basarono su fotografie aeree scattate tra il 1960 e il 1966 dalla marina militare statunitense (USN), e fu così battezzata dal Comitato consultivo dei nomi antartici in onore della nave cisterna USS Canisteo, facente parte del gruppo orientale della sopraccitata operazione Highjump.